# Citrus maxima
Il pomelo, pummelo  o pampaleone (nome scientifico Citrus maxima (Burm.) Merr., 1917) è un albero da frutto  appartenente alla famiglia delle Rutaceae. 
È ritenuta una delle tre specie da cui derivano tutti gli agrumi oggi coltivati, assieme al cedro (Citrus medica) e al mandarino (Citrus reticulata).

## Descrizione

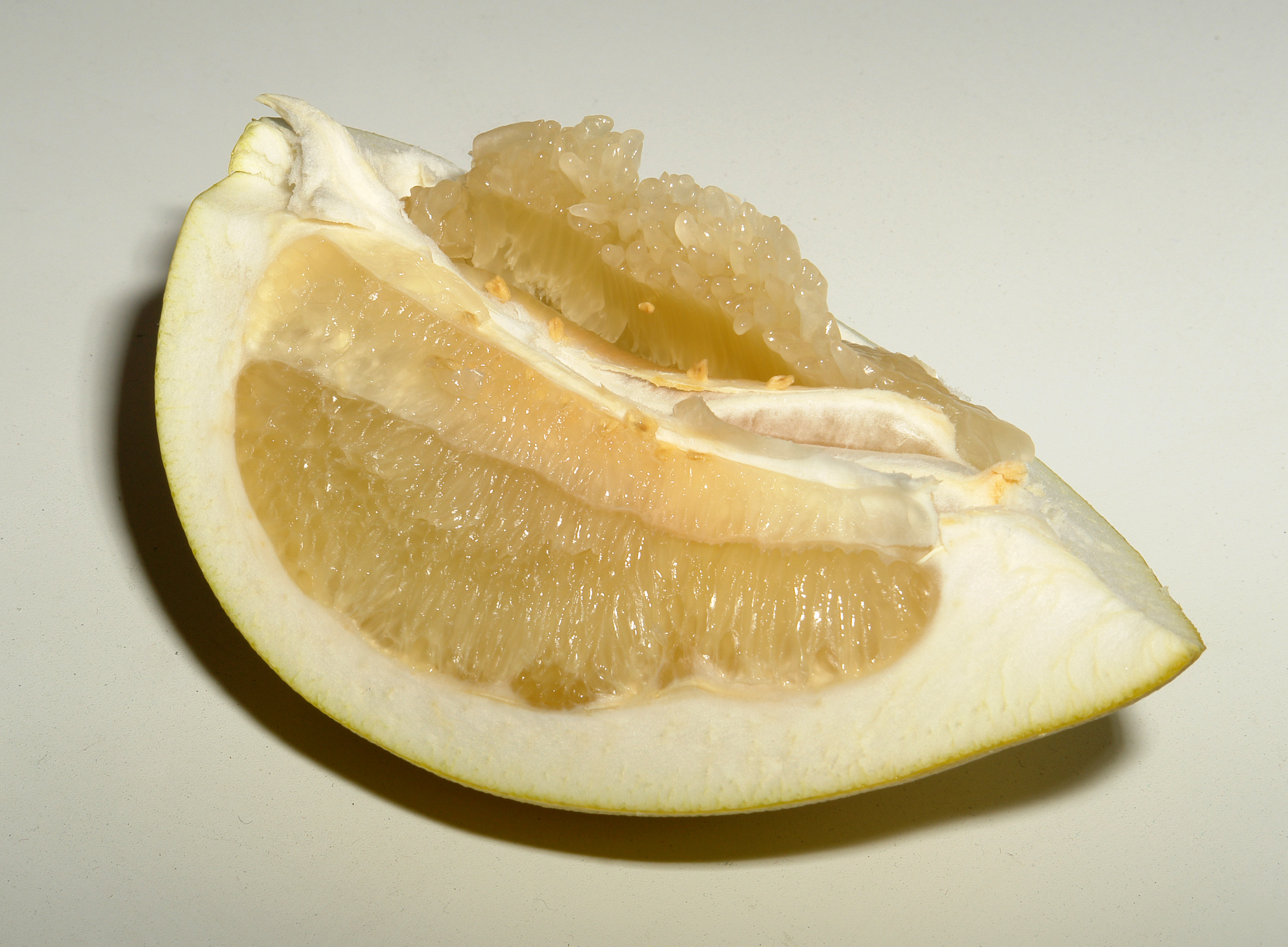
Interno di pomelo

Diversamente da ogni altro agrume, il pomelo non è sferico o leggermente schiacciato, ma si presenta spesso con aspetto piriforme. La buccia è liscia, verdina, alle volte rosata, mentre la polpa raggiunge i colori dal giallo paglierino al rosa fino al rosso. È il più grande tra i frutti dei Citrus, cresce fino ai 30 cm di diametro e può pesare fino a 1–2 chili.
Tipica per questa specie è l'abbondante presenza della sostanza bianca spugnosa sotto la buccia (detta albedo); di albedo è costituita addirittura tutta la parte superiore del frutto, cioè la parte stretta della forma a pera. Se il frutto è maturo il gusto è piacevole, più dolce di quello dell'arancio amaro e senza alcuna acidità. Ogni spicchio del frutto è piuttosto grande, presenta piccoli semi e una spessa buccia facile da togliere.
Il pomelo è molto grande e di conseguenza una persona sola ha difficoltà a consumarlo appena colto, ciò che probabilmente avviene in Indocina, dove il frutto può realmente arrivare a maturazione completa.
Molto diffuso in Cina, dove viene consumato fresco, è impiegato anche per produrre succhi (in Israele) e per condire insalate di frutta o di verdure, oppure candito.
L'industria ricava oli essenziali dalla buccia.
Il pummelo è un piccolo albero o un arbusto, ha una chioma arrotondata, è alto fino a 5-6 metri, è sempreverde e latifoglia. I rami sono spinosi, le foglie sono verde scuro ed ovali e i fiori sono grandi e bianchi, solitari.

## Storia
Il pomelo è nativo del Sud-est asiatico in cui è conosciuto da più di quattromila anni. Fu introdotto in Cina attorno al 100 d.C., dove si è diffuso e continua a sopravvivere, anche spontaneamente in riva ai fiumi, fino ai giorni nostri. È coltivato nelle regioni meridionali (Jiangsu, Jiangxi, Fujian) e nel regno della  Thailandia. Ci sono piantagioni anche in Taiwan e Giappone, nel sud dell'India, Malaysia, Indonesia, Nuova Guinea e Tahiti.
Oltre che in Asia, il pomelo è coltivato in California e soprattutto in Israele.
Venne introdotto in Giamaica nel XVIII secolo dal capitano inglese Shaddock, che localmente diede anche il proprio nome al frutto. Il cognome di questo capitano è ancora ricordato anche in Liguria, dove il pomelo è noto come sciaddocco; è coltivato anche in Italia, in Sicilia.

## Valori nutrizionali
Il pomelo ha un apporto calorico di circa 30-40 kcal per 100 g. Presenta un basso contenuto di proteine e lipidi, le calorie sono fornite principalmente dai glucidi semplici, in particolare dal fruttosio. Ha un elevato contenuto di vitamina C, attorno ai 60 mg, con un buon contenuto di vitamina A e tracce di B1, B2, B3 e B6. 
La vitamina C nel pomelo aiuta l'assimilazione e l'assorbimento del ferro. 
Tra i sali minerali spicca il potassio. Contiene inoltre acido folico e betacarotene. In Asia le foglie di pomelo vengono usate come decotto curativo per l'ulcera e le ferite.

## Galleria d'immagini

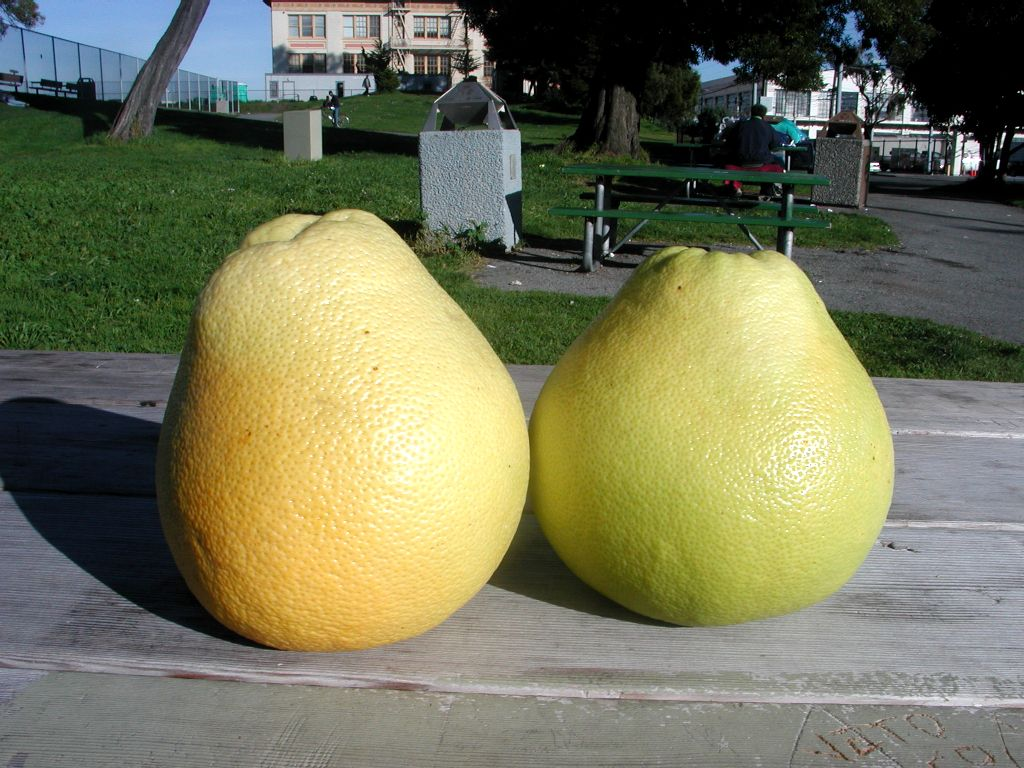
Pomeli
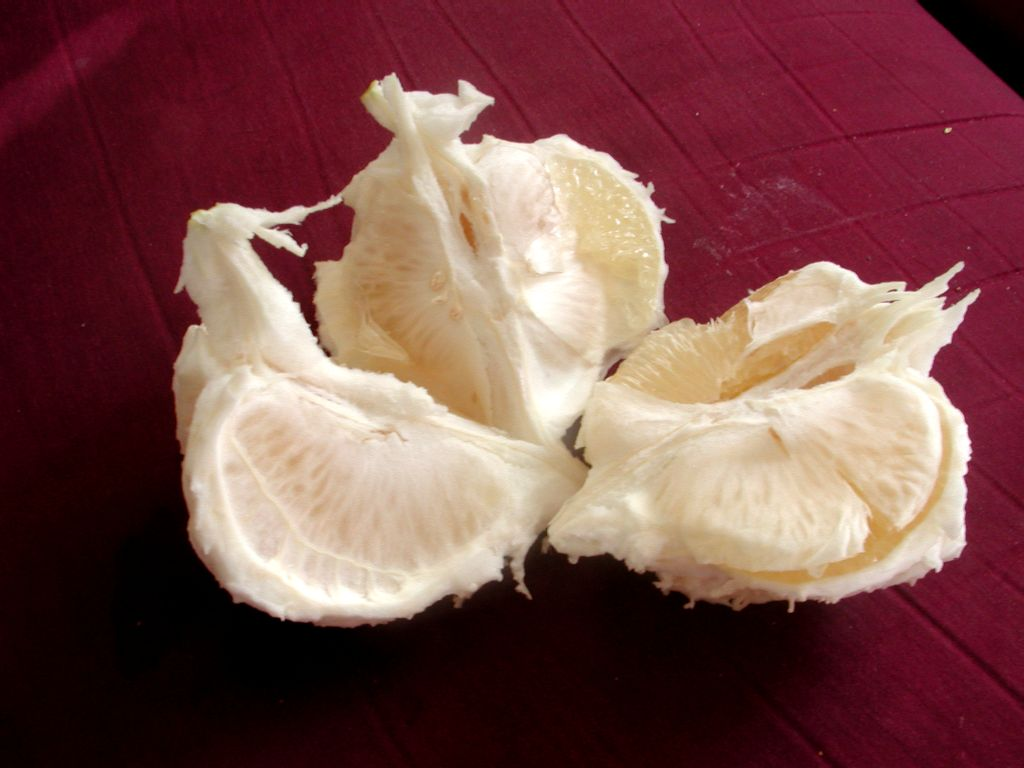
Frutto sezionato
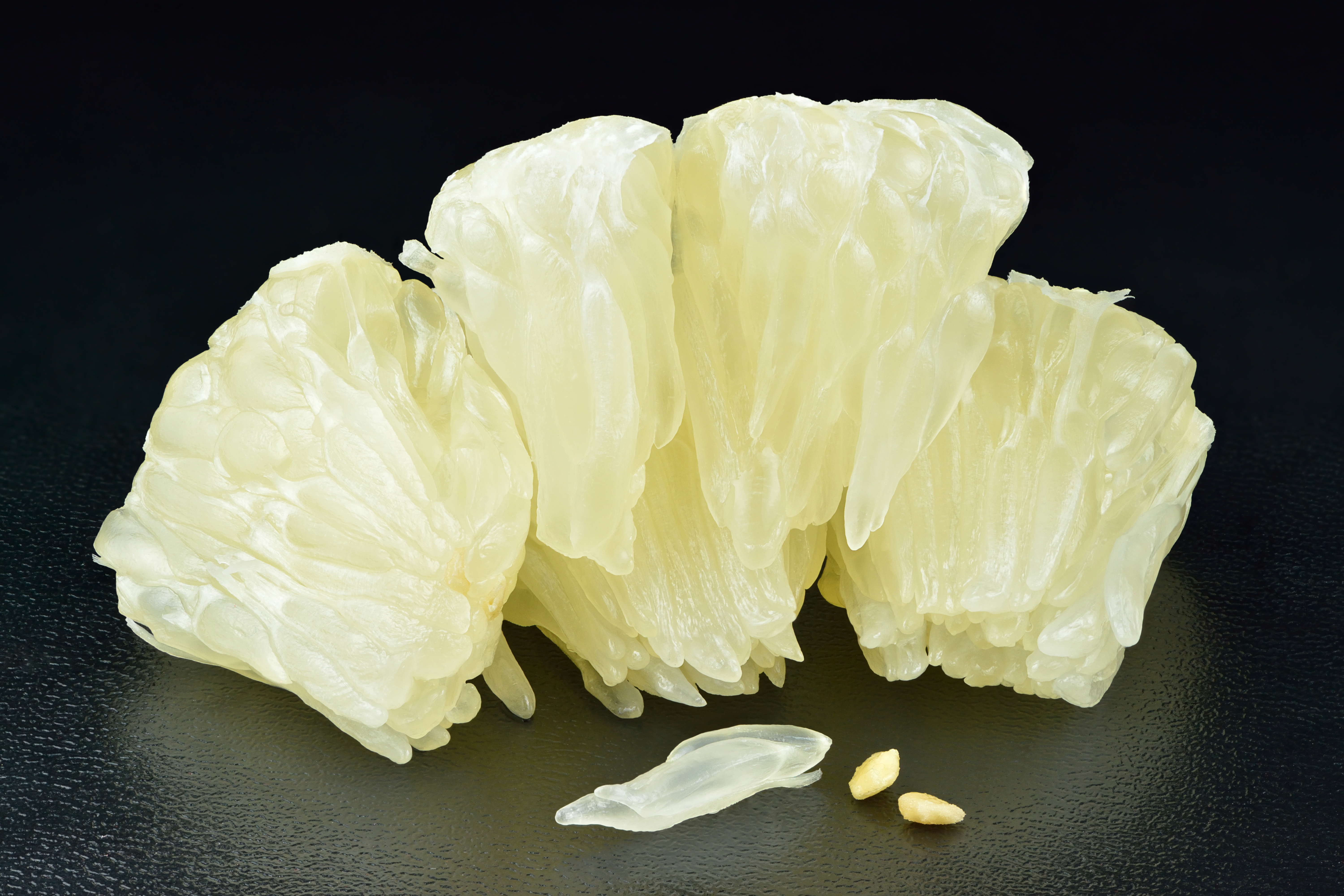
Polpa di pomelo
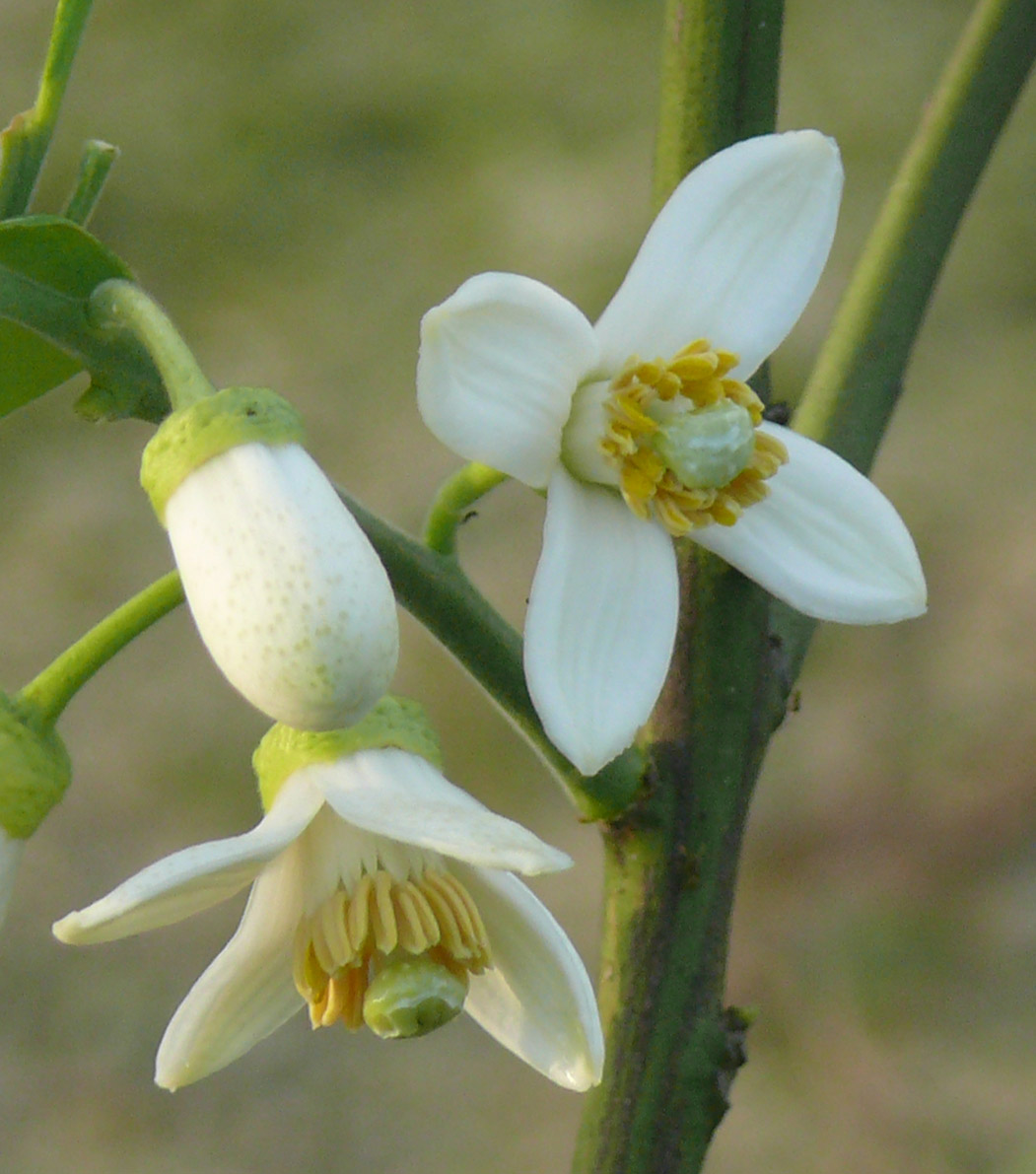
Fiori di pomelo
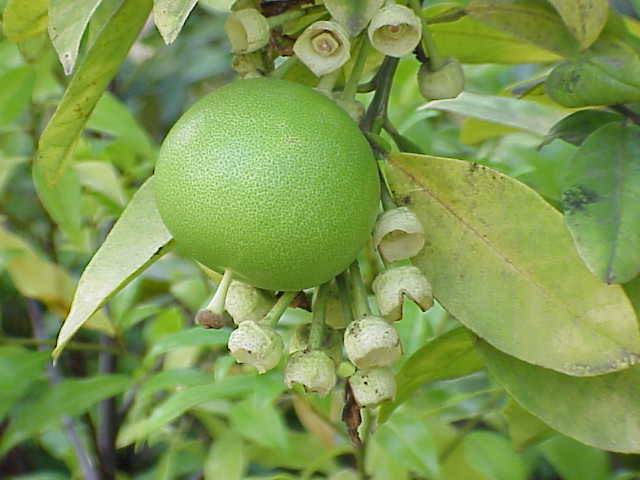
Pomelo sull'albero
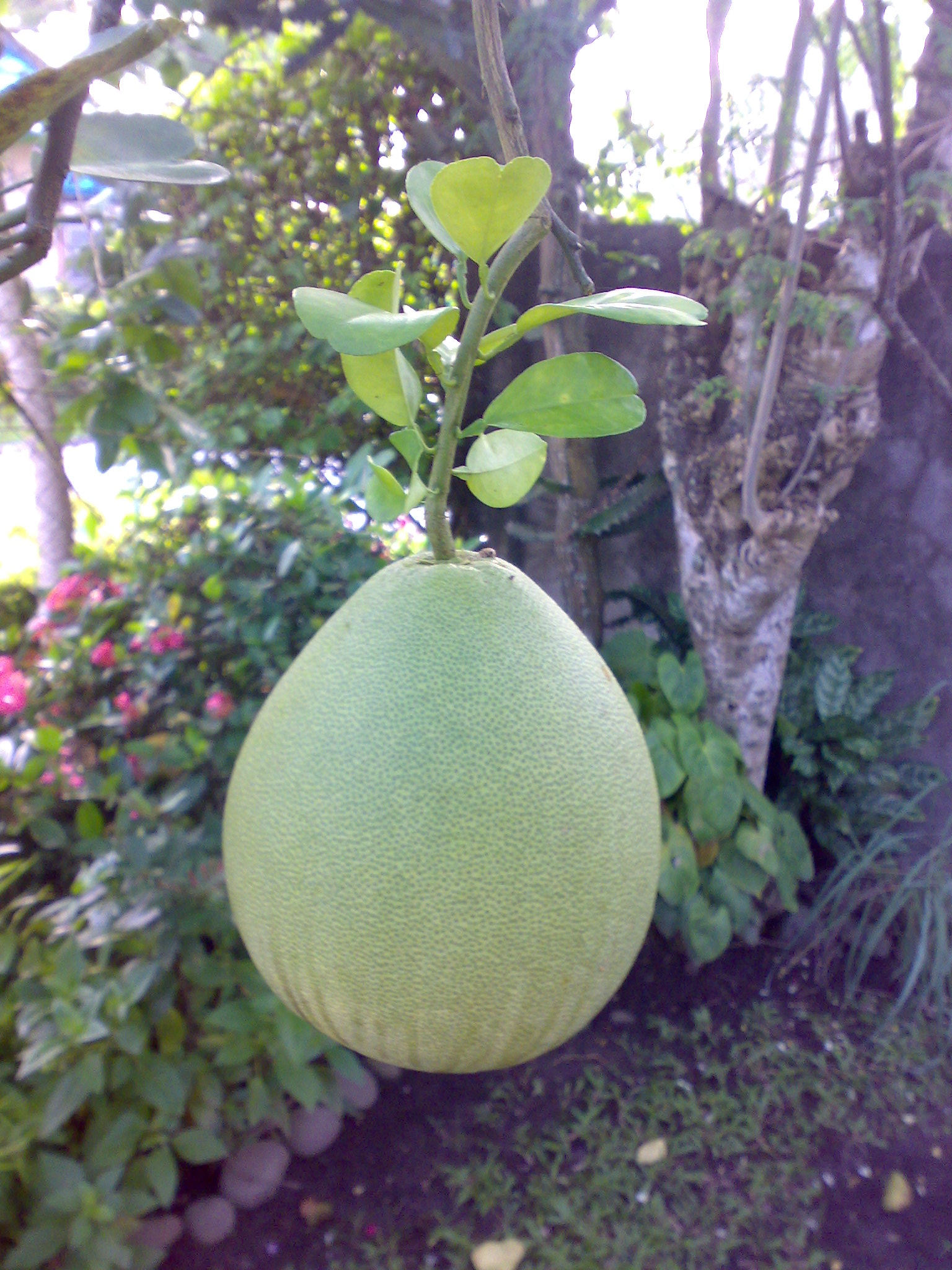
Il frutto sull'albero, Isole Filippine
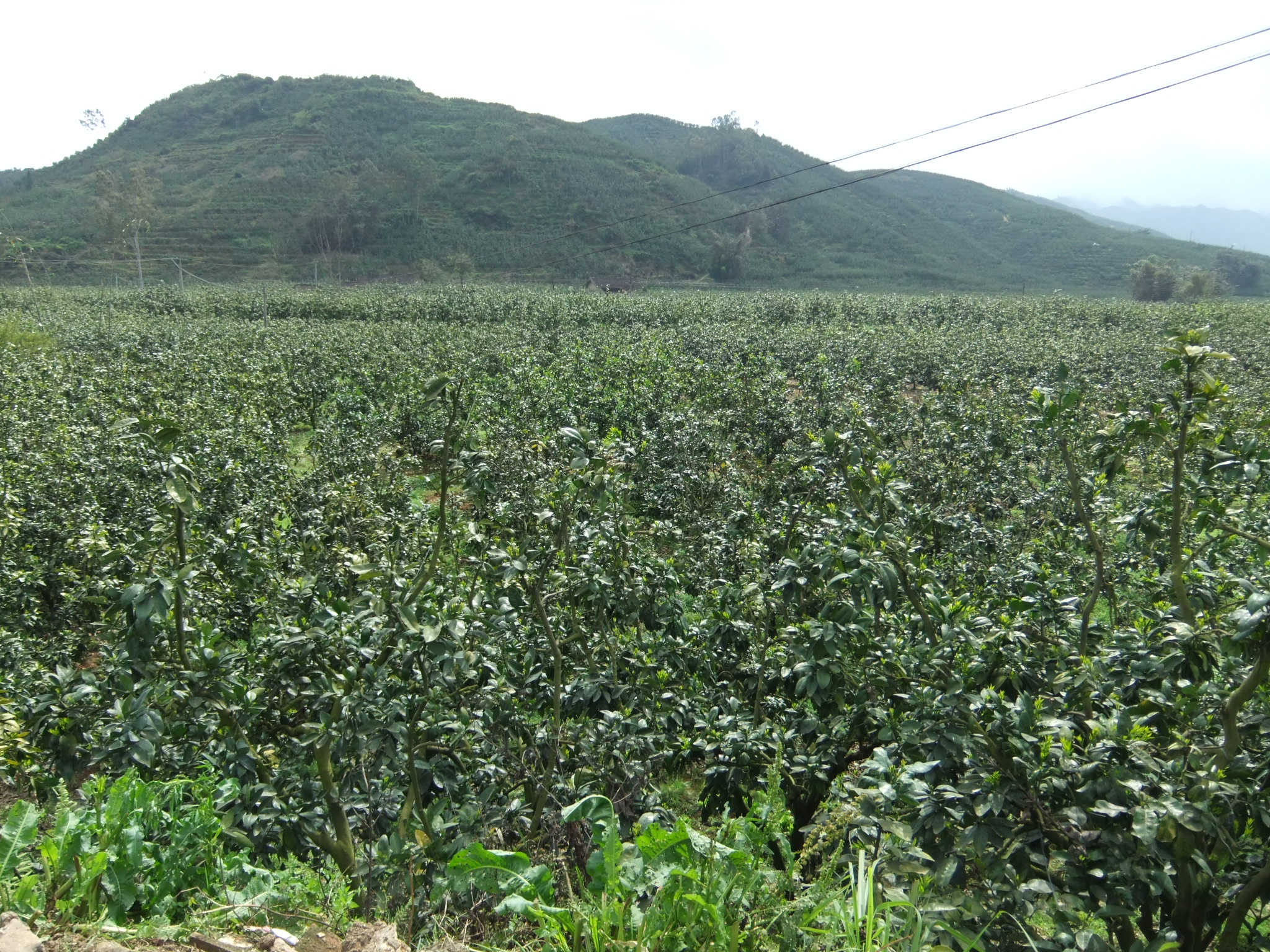
Piantagioni di pomelo nel Fujian, in Cina